# Gaz (otok)
Gaz je nenaseljeni otočić u Brijunskom otočju, uz zapadnu obalu Istre.
Površina otoka je 62.511 m2, duljina obalne crte 1128 m, a visina 15 metara.